# جون جوزيف مكدونالد
جون جوزيف مكدونالد (بالإنجليزية: John Joseph McDonald)‏ هو موظف مدني وسياسي أسترالي، ولد في 25 مارس 1904 في أستراليا، وتوفي في 24 فبراير 1959 في لاونسستون في أستراليا. حزبياً، نشط في حزب العمال الأسترالي. وقد انتخب عضو مجلس نواب تسمانيا عن دائرة Division of Bass (state) ‏ (9 يونيو 1934 – 16 أبريل 1945).